# 扎西东知
扎西东知（1969年—），青海省河南蒙古族自治县赛尔龙乡人，藏族歌手，因制作包含所谓“反动歌曲”的音乐专辑而被判入狱19个月。
扎西东知2009年12月3日在青海西宁市被中国当局逮捕。此前他的专辑《没有伤痕的酷刑》被当局禁止。专辑中的歌曲包含关于达赖喇嘛和中国政府2008年对示威活动的镇压。这名西藏歌手之前曾被中国当局监禁。2008年，扎西东知因为歌曲《1959年》的内容而被收押。这首歌提到的正是西藏人起义和达赖喇嘛开始流亡的那一年。